# Fondation pour l'Architecture
De Fondation pour l'Architecture is een kunstverzameling van architectuurtekeningen en maquettes.

## Toelichting
Deze stichting werd in 1986 opgericht door architect Philippe Rotthier en stelt zich ten doel een collectie van opmerkelijke architectuurtekeningen en schaalmodellen aan te leggen. De collectie vindt zijn onderkomen in de "Archives d'Architecture Moderne" te Brussel. In de collectie bevinden zich kleurperspectieftekeningen van realisaties van bekende Belgische architecten als Charles De Meutter, Armand De Laet, Joseph Bascourt, Maxime Brunfaut, Pierre Verbruggen, Jean-Jules Eggericx, Stanislas Jasinski en Renaat Braem.
Ondertussen is deze collectie uitgegroeid tot een van de belangrijkste van Europa en omvat bijna twee miljoen documenten. De stichting ontsluit de collectie regelmatig met opmerkelijke thematische tentoonstellingen zoals "Architectuurlandschappen".